# Villarbeney
Villarbeney é uma comuna da Suíça, no Cantão Friburgo, com cerca de 120 habitantes. Estende-se por uma área de 2,16 km², de densidade populacional de 56 hab/km². Confina com as seguintes comunas: Botterens, Cerniat, Châtel-sur-Montsalvens, Echarlens, Morlon, Villarvolard.
A língua oficial nesta comuna é o Francês.